# Anna Burke
Anna Elizabeth Burke (Melbourne, 1 de enero de 1966) es una expolítica australiana y actual miembro del Tribunal de Apelaciones Administrativas. Fue miembro de la Cámara de Representantes de Australia desde octubre de 1998 hasta mayo de 2016, en representación de la División de Chisholm, Victoria. Desde octubre de 2012 hasta noviembre de 2013, fue Presidenta de la Cámara de Representantes de Australia. 

## Primeros años
Burke nació en Melbourne y se educó en Presentation College, Windsor. Se graduó de la Universidad de Monash en 1988 con una Licenciatura en Artes con honores en Literatura Inglesa, y más tarde de la Universidad de Melbourne en 1994 con una Maestría en Comercio con Honores en Relaciones Industriales y Gestión de Recursos Humanos. 
Antes de ingresar a la política, Burke trabajó como dirigente sindical y gerente de recursos humanos. En esta capacidad, trabajó para Victoria Roads de 1988 a 1993 y para Victoria University (entonces el Instituto de Tecnología de Victoria) de 1993 a 1994. En 1994, se unió a la Unión del Sector Financiero como su Oficial Nacional de Industrias.

## Política

### Primeros años
Se había unido a la rama de Ashwood del Partido Laborista en 1986, y en 1997 fue preseleccionada para la División de Chisholm por el Partido Laborista.  La división fue llevada a cabo por el ministro de Salud y Servicios Familiares, Michael Wooldridge. No se esperaba que ganara, pero después de que Wooldridge cambiara de asiento, ganó el escaño en las elecciones federales de 1998 contra Peter Vlahos del Partido Liberal. 

### Papel como diputada y oradora
Después de la victoria del Partido Laborista en las elecciones federales de 2007, Burke fue elegido como Vicepresidente de la Cámara de Representantes. 
Defendió con éxito su asiento en las elecciones federales de 2010. 
El 24 de noviembre de 2011, fue nominada por la oposición para el cargo de presidente de la Cámara, que rechazó. Sin embargo, aceptó la nominación del Gobierno para el cargo de Vicepresidenta el mismo día y fue elegida para ese cargo luego de una votación. 
El 22 de abril de 2012, el portavoz, Peter Slipper, anunció que se quedaría a un lado, lo que significaría que seguiría siendo orador pero no asistiría a las sesiones de la Cámara, hasta que se resolvieran las acusaciones de fraude en su contra con respecto a los gastos de viaje.  La Oposición pidió que Slipper se mantuviera alejado de la cámara hasta que también se resolvieran los cargos de acoso sexual.  Como Vicepresidenta, Burke fue privada de su voto deliberativo, pudiendo votar solo en caso de empate.  El 9 de octubre de 2012, Peter Slipper renunció como presidente de la Cámara.  Más tarde esa noche, Burke fue nominado y elegido el nuevo Presidente de la Cámara de Representantes sin oposición. 
El 16 de diciembre de 2015, Burke anunció que no volvería a disputar su asiento en las elecciones federales de 2016. Fue reemplazada como Miembro de Chisholm por la liberal Julia Banks, quien fue la única candidata de la Coalición que ganó un escaño en manos de un partido de la oposición en 2016.
El 16 de enero de 2017, Burke fue nombrada miembro de tiempo completo de las Divisiones de Apelaciones Administrativas, de Libertad de Información y de Veteranos del Tribunal de Apelaciones Administrativas, y su mandato finalizará el 15 de enero de 2024.
En el Día de Australia de 2019, Honores Burke fue nombrado Oficial de la Orden de Australia por su "servicio distinguido al Parlamento de Australia, particularmente como Presidente de la Cámara de Representantes y a la comunidad".